# Frida Krifca
Frida Krifca (ur. 28 marca 1978 w Tiranie) – albańska polityk, członek Socjalistycznej Partii Albanii, minister rolnictwa i rozwoju obszarów wiejskich w gabinecie premiera Ediego Ramy.  

## Życiorys
Frida Krifca urodziła się 28 marca 1978 r. w Tiranie. W 2000 r. ukończyła studia magisterskie na wydziale ekonomicznym Uniwersytetu Tirańskiego. Studiowała także na Uniwersytecie w Akronie i Harvard Business School. 
Posiada ponad 20-letnie doświadczenie w administracji i zarządzaniu, ze szczególnym uwzględnieniem rozwoju sektora finansowego, korzystania z usług finansowych i rozwoju biznesu, realizacji krajowych i międzynarodowych celów gospodarczych, prawnych i strukturalnych. W okresie lipiec 2017 – wrzesień 2021 zajmowała stanowisko dyrektora Agencji Rolnictwa i Rozwoju Obszarów Wiejskich (ARDA), gdzie odpowiadała za administrowanie systemami wsparcia budżetowego państwa na rzecz wsparcia rolników, zapewnienie przejrzystości i gwarantowanie mechanizmów kontrolnych w inwestycjach i płatnościach. We wrześniu 2021r. została ministrem rolnictwa i rozwoju wsi w gabinecie premiera Ediego Ramy. 

## Życie prywatne
Frida Krifca jest mężatką i ma dwoje dzieci.